# Seconde bataille d'El Alamein
Pour la bataille de juillet 1942, voir Première bataille d'El Alamein.
Seconde Guerre mondiale (Guerre du désert)
Batailles
Guerre du Désert
- Invasion de l'Égypte
- Compass (Fort Capuzzo
- Nibeiwa
- Sidi Barrani
- Bardia
- Tobrouk (1941)
- Mechili
- Beda Fomm)
- Koufra
- Siège de Giarabub
- Sonnenblume
- El Agheila (1941)
- Siège de Tobrouk (Raid sur Bardia
- Raid Twin Pimples)
- Skorpion
- Brevity
- Battleaxe
- Crusader (Flipper
- Bir el Gubi (novembre 1941)
- Point 175
- Bir el Gubi (décembre 1941))
- Fort Lamy
- Gazala (Bir Hakeim
- Tobrouk (1942))
- Mersa Matruh
- El Alamein (juillet 1942) (Raid sur l'aérodrome de Sidi Haneish)
- Alam el Halfa
- Agreement (Caravan)
- Bertram
- Braganza
- El Alamein (octobre 1942) (Avant-poste Snipe)
- El Agheila (1942)

Débarquement allié en Afrique du Nord
- Blackstone
- Casablanca
- Reservist
- Terminal
- Port Lyautey
- Brushwood

Campagne de Tunisie
- Course pour Tunis
- Ligne Mareth
- Sidi Bouzid
- Kasserine
- Sejnane
- Ochsenkopf
- Capri
- Ksar Ghilane
- Pugilist
- El Guettar
- Wadi Akarit
- Longstop Hill
- Hill 609
- Vulcan
- Flax
- Retribution
- Strike

La seconde bataille d'El-Alamein est un épisode de la guerre du désert durant la Seconde Guerre mondiale. Elle se déroule du 23 octobre au 3 novembre 1942, près d'El-Alamein (Égypte), et oppose la 8e armée britannique dirigée par Bernard Montgomery au Deutsches Afrikakorps d'Erwin Rommel. Elle se solde par une victoire alliée décisive.
Claude Auchinleck avait remporté la première bataille d'El Alamein en juillet 1942. Après avoir repoussé en septembre la dernière offensive de Rommel à la bataille d'Alam el Halfa, son successeur, Bernard Montgomery, peut préparer la grande contre-offensive en vue de chasser les Allemands et les Italiens d'Afrique.
La seconde bataille d'El-Alamein est décisive dans la guerre du désert car elle permet aux Britanniques de repousser les Allemands qui menacent depuis plus de six mois la ville d'Alexandrie et le canal de Suez. La domination de la mer Méditerranée par la Royal Navy empêchant le ravitaillement efficace du Deutsches Afrikakorps (DAK) et la supériorité en chars de l'armée britannique sont deux éléments décisifs qui ont permis la victoire alliée. Perdant de fait l'initiative, les forces de l'Axe doivent, à la suite de la bataille, se résoudre à la défensive, où elles se révèleront moins efficaces que dans l'offensive.
Les deux batailles d'El Alamein, et l'opération Torch qui ouvre le front occidental avec celles de Midway et de Guadalcanal sur le front asiatique, ainsi que de Stalingrad sur le front est-européen, marquent un tournant de la Seconde Guerre mondiale au profit des forces alliées.

## Prélude
Le 22 septembre 1942, Rommel, trop malade pour continuer à assurer le commandement du DAK, confie celui-ci au général Georg Stumme. Le lendemain, Rommel décolle de Derna à destination de Rome où il doit rencontrer Mussolini. Après cette escale romaine, Rommel s'envole pour Berlin où il s'entretient cette fois avec le Führer, puis part pour le centre d'hospitalisation du Semmering à proximité de Wiener Neustadt. À ce moment-là, Hitler ne pense aucunement renvoyer Rommel en Libye mais plutôt sur le front de l'Est.
Début octobre 1942, Rommel se rend à nouveau à Berlin pour répondre à plusieurs entretiens avec la presse allemande à laquelle il annonce que l'Afrika Korps atteindra bientôt Alexandrie sans toutefois cacher les difficultés de ravitaillement et de progression. Son moral est d'ailleurs remonté à la suite de la promesse de Hitler de lui envoyer très rapidement des chars Tigre I dont Rommel vient de voir le prototype. Rommel est ensuite acclamé lors d'un rassemblement en son honneur au palais des sports de Berlin, où tous les dignitaires nazis sont présents pour le féliciter. À la tribune, Rommel tient un discours très optimiste sur la suite des opérations, puis raconte des anecdotes sur les victoires au quotidien qu'il remporte à la tête de ses troupes.
En Afrique pendant ce temps-là, l'armée alliée renforce ses positions et en particulier celle d'El-Alamein. De plus, les combats continuent et ce sont en grande partie les Italiens qui en supportent le poids. Ainsi, le 2 octobre 1942 , le 10e bataillon, du commandant Grossi, de la Folgore repousse à lui seul une attaque de la 6e brigade néo-zélandaise en détruisant vingt chars Grant mais perd son commandant. Le 12, c'est le groupement Ruspoli, qui relève des troupes de la division Trieste dans l'Himeimat et en particulier les cotes 103 et 125. Là, le groupement fait face à deux grandes difficultés, la chaleur intenable et les maladies - dysenterie, insolations, scorbut -, qui font des ravages dans les rangs italiens et mais également dans la 8e armée britannique, laquelle ne cesse par ailleurs d'attaquer les positions ennemies.
À la suite des pertes provoquées par les hommes du colonel Ruspoli, mais aussi en raison des conditions de vie dans l'armée britannique, plusieurs mutineries ont lieu, dont celle des troupes australiennes qui refusent tout simplement de retourner à l'assaut.

## L’opérationLightfoot
À la suite des difficultés de progression de l'armée allemande, Montgomery peut enfin se préparer à lancer une offensive qui aura pour objectif de repousser hors d'Égypte les forces de l'Axe. Le nom de l'opération est Lightfoot.

### Forces en présence

#### Du côté germano-italien

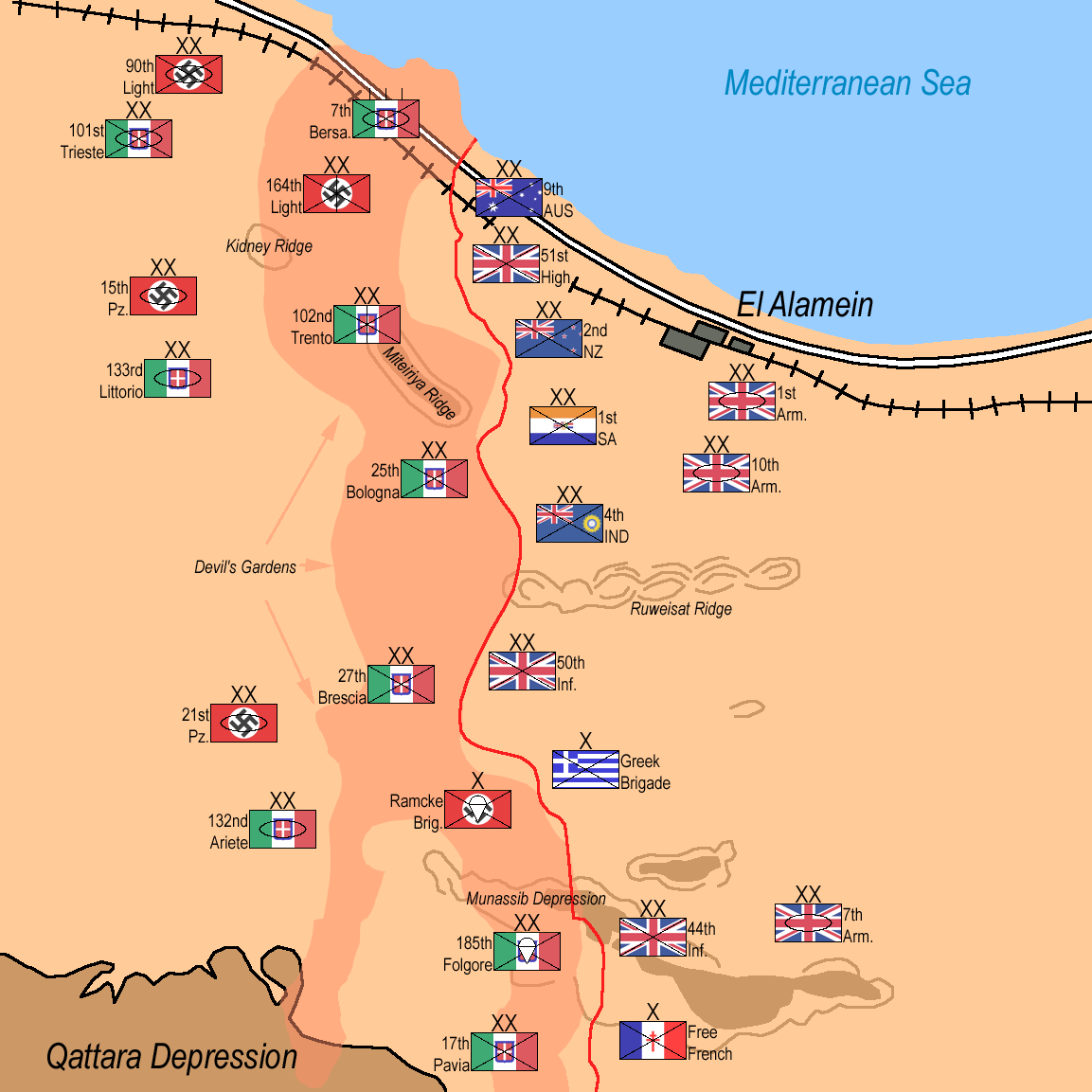
Disposition des forces le 23 octobre 1942-.

Sur le front, les forces de l'Axe, contrairement à leurs habitudes (surtout pour les Allemands), doivent se préparer à défendre leurs positions face aux Britanniques. Rommel, peu avant son départ, s'est efforcé de mêler les forces allemandes et italiennes. 
Les positions défensives de la Panzerarmee sont les suivantes, la 164e division légère et la division Trento tiennent le front nord, ensuite, la division Bologna soutenue par deux Kampfgruppen de la 22e Fallschirmjäger Brigade tient la crête de Ruweisat. Les deux autres Kampfgruppen sont en soutien des divisions Brescia et Pavia. La division Folgore était mêlée avec le 33e bataillon de reconnaissance allemand. Plus au sud encore, la 15e Panzerdivision et la division blindée (DB) Littorio sont ensemble. L'extrême sud du front au niveau de la dépression de Qattara étant tenu par la 21e Panzerdivision et la division blindée Ariete. La 90e division légère et la division d'infanterie Trieste sont gardées en réserve.
Cette disposition montre très clairement que les Allemands craignent une attaque au sud. Ils comptent sur la lenteur des Britanniques pour pouvoir ramener leurs blindés au nord en cas d'attaque. Rommel dispose sa défense en profondeur pour rendre les tirs de barrage britanniques inefficaces. Nehring blessé est remplacé par von Thoma. À la tête de la 21e Panzerdivision, le général von Randow remplace von Bismarck après sa mort. Dans l'état-major, Gause a été blessé et von Mellenthin est transféré en Europe.
L'Afrikakorps et le corps italien ne sont pas au mieux de leur forme. L'insuffisance du ravitaillement italien fait que les rations sont réduites de moitié, et les hommes n'ont reçu aucun aliment gras ni légume les jours précédant l'offensive. De plus, le climat met hors de combat un nombre important de soldats. Les Allemands disposent donc en octobre 1942 de 54 000 soldats, les Italiens de 62 000. La Luftwaffe et la Kriegsmarine disposent de 15 000 hommes. Il y a en tout 90 000 hommes dont 69 000 combattants. Les Italiens disposent de 146 000 hommes dont la moitié seulement sont des combattants. L'effectif en hommes et matériels des divisions allemandes est le suivant :
- 15e Panzerdivision : 223 officiers, 3 294 hommes (sur un effectif théorique de 9 178), 47 canons antichars, 36 canons de campagne, 65 panzers (de tous types, y compris Panzer II), seize voitures blindées et 1 604 camions ;
- 21e Panzerdivision : 290 officiers, 8 706 hommes, 53 canons antichars, 47 canons de campagne, 68 panzers de tous types, seize voitures blindées et 1 805 camions ;
- 90e Leichte Division : 133 officiers, 4 679 hommes, 18 canons antichars, 19 canons de campagne, cinq voitures blindées, 1 441 camions ;
- 164e division légère : 236 officiers, 6 708 hommes, 45 canons antichars, dix canons de campagne ; l'appellation « légère » est provisoire, l'unité étant en cours de transfert depuis la Crète ;
- troupes organiques : 236 officiers, 6 912 hommes, 85 canons légers de Flak, 29 canons lourds de Flak, 51 canons lourds de campagne, 1 108 camions[5].

Ces effectifs datent du 1er août ; en octobre 1942 , avec l'arrivée des renforts, ils ont grossi et la 22e Fallschirmjager Brigade Ramcke est arrivée. En tout, il y a 242 chars (173 Panzer III, 38 Panzer IV dont 30 F2, 31 Panzer II). Les Italiens possèdent de leur côté 323 chars, ce qui fait un total pour l'Axe de 565 chars. Vingt-deux chars sont en réparation.

#### Du côté britannique
(février 2017).
Le contenu est difficilement compréhensible vu les erreurs de traduction, qui sont peut-être dues à l'utilisation d'un logiciel de traduction automatique.
Montgomery, quant à lui, dispose de 1 029 chars, 200 sont en réserve et près de 1 000 en réparation. La différence avec les Allemands est considérable, mais il en a toujours été ainsi. Ses chars sont répartis en trois divisions complètes et deux brigades. Contrairement aux précédentes batailles, les Britanniques n'ont plus de Matilda II (dépassés) (à part douze démineurs) et peu de Crusader (également dépassés) à canons de 2 livres. Quatre cent vingt-deux chars sont des Grant et des Sherman M4, modernes et bien armés, qui rivalisent avec le Panzer IV aussi bien pour le canon, le blindage ou la vitesse grâce à son puissant moteur. Le reste est composé de Stuart (chars légers) et de Churchill mk II. L'ensemble des chars est disposé comme suit :
- Troupes organiques d'armée :
  - Escadron de protection du QG : sept Grant plus des voitures blindées ;
  - 1st Army Tank Brigade : douze Matilda Scorpions ;
  - 74th Armoured Brigade : 39th, 118th, 124th régiments royaux de chars factices.
- 10th Corps :
  - QG du Corps : deux Crusader 2 Pdr ;
  - 1st Armoured Division :
    - QG divisionnaire : huit Crusader 2 Pdr ;
    - 12th Lancers : voitures blindées ;
    - Kingforce : six Churchill Mk II.

  - 2nd Armoured Brigade :
    - The Queen's Bay, 9th Lancers et 10th Hussars : un Grant, 92 Sherman, 38 Crusader 2 Pdr, 29 Crusader 6 Pdr ;

  - 10e division blindée :
    - QG divisionnaire : sept Crusader 2 Pdr ;
    - The Royal Dragoons : voitures blindées.

  - 8th Armoured Brigade :
    - 3e Régiment Royal de Tank, Sherwood Foresters Yeomanry, Staffordshire Yeomanry : 57 Grant, 31 Sherman, 33 Crusader 2 Pdr, douze Crusader 6 Pdr.

  - 24th Armoured Brigade :
    - 41e Régiment Royal de Tanks, 4e régiment royal de tanks, 47e régiment royal blindé : deux Grant, 93 Sherman, 28 Crusader 2 Pdr, 17 Crusader 6 Pdr.
- 13th Corps :
  - 7th Armoured Division :
    -       - The Household Cavalry Regiment, 11th Hussars, 2nd Derbyshire Yeomanry : voitures blindées.

  - 4th Light Armoured Brigade :
    - 4th et 8th Hussars, The Royal Scots Greys : 14 Grant, 67 Stuart.

  - 2nd Armoured Brigade :
    - 1st et 5th Régiment Royal de Tanks, 4th County of London Yeomanry : 57 Grant, 19 Stuart, 42 Crusader 2 Pdr, huit Crusader 6 Pdr.
- 30th Corps :
  - 9e brigade blindée :
    - 3rd king's Own Hussars, Royal Wiltshire Yeomanry, Warwickshire Yeomanry : 37 Grant, 36 Sherman, 37 Crusader 2 Pdr, douze Crusader 6 Pdr.

  - 23rd Armoured Brigade :
    - 8th, 40th, 46th et 50th Régiment Royal blindé : 194 Valentine 2 Pdr.
    - 2e régiment de cavalerie divisionnaire néo-zélandais : 29 Stuart.
    - 9e régiment de cavalerie divisionnaire de la 9e division australienne : quinze Crusader 2 Pdr et quatre Stuart.

À ce nombre, il faut rajouter les canons automoteurs M7 Priest et Bishop. L'artillerie comporte 2 000 canons contre 550 canons de campagne et 850 canons antichars pour les Allemands.
Concernant les effectifs, la 8e armée britannique aligne 220 000 hommes (contre 110 000 à la Panzerarmee Afrika). Parmi eux se trouvent les hommes de la 1re brigade française libre.

### Le plan d’attaque
Pour percer le front de l'Axe, Montgomery prévoit une attaque au nord du 30th Corps avec pour objectif notamment l'ouverture d'un passage dans les champs de mines pour permettre au 10th Corps d'y pénétrer. Le 13th Corps situé au sud développera une attaque vers le plateau de Taqa et une autre au niveau du Djebel Kalakh pour faire diversion et fixer des forces adverses. Les Britanniques veulent faire subir aux Germano-Italiens des pertes bien supérieures aux leurs, ce qui depuis le début de la guerre du désert ne s'est quasiment jamais produit. Enfin, la victoire de l'infanterie sera un préalable à l'engagement des chars.
On voit qu'alors que les Allemands craignent pour le front sud, l'effort britannique se dirige au nord du front. Cependant, les champs de mines du nord sont extrêmement profonds et constituent donc un obstacle de taille pour les Britanniques et leurs alliés. La limite sud de l’offensive est marquée par la dépression de Qattara, qui était impraticable par les chars et la plupart des autres véhicules militaires en raison de ses caractéristiques spécifiques comme la présence de lacs salés, de hautes falaises, d'escarpements et de fech-fech.

### La bataille

#### L’infanterie à l’attaque

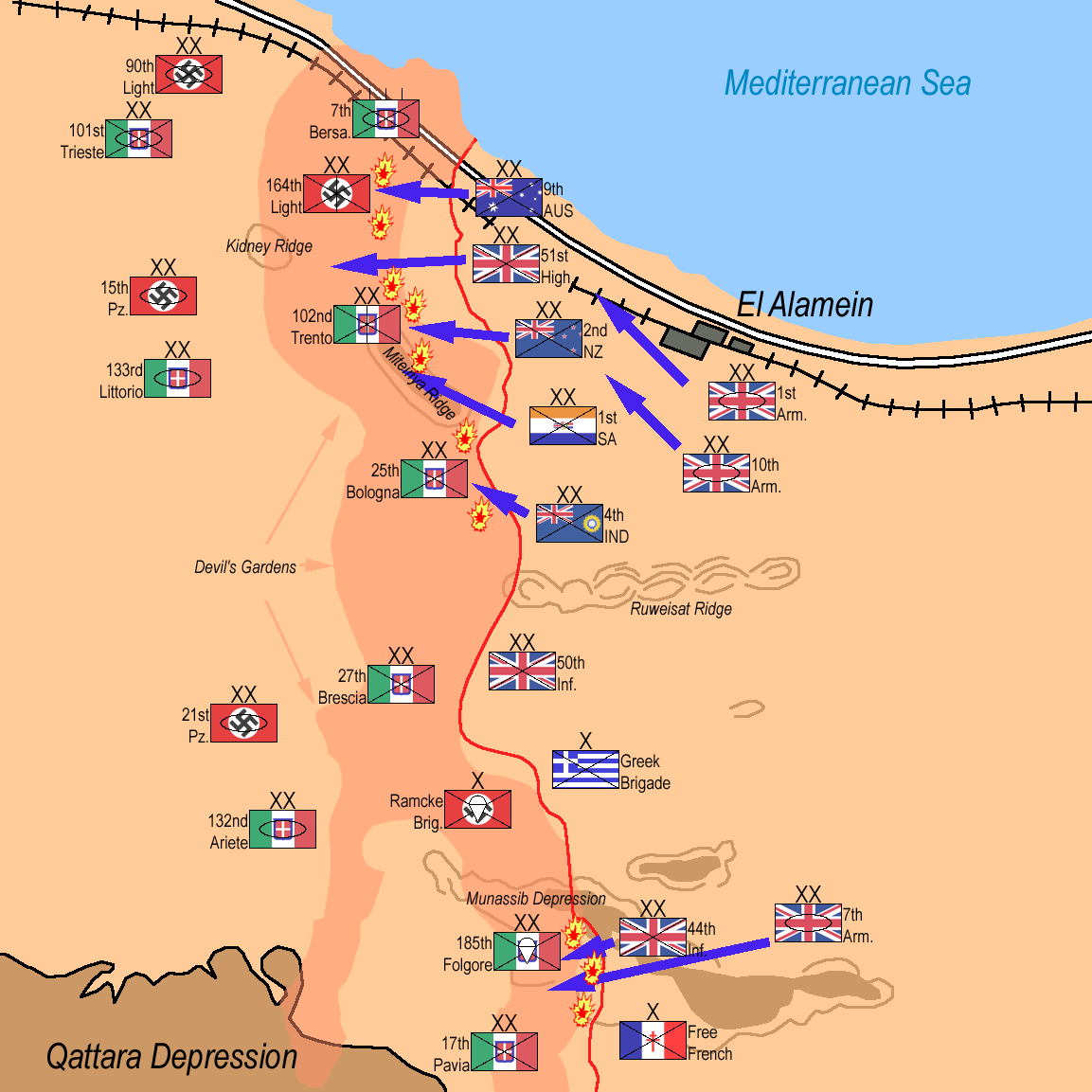
Attaque britannique à le 23 octobre 1942-.

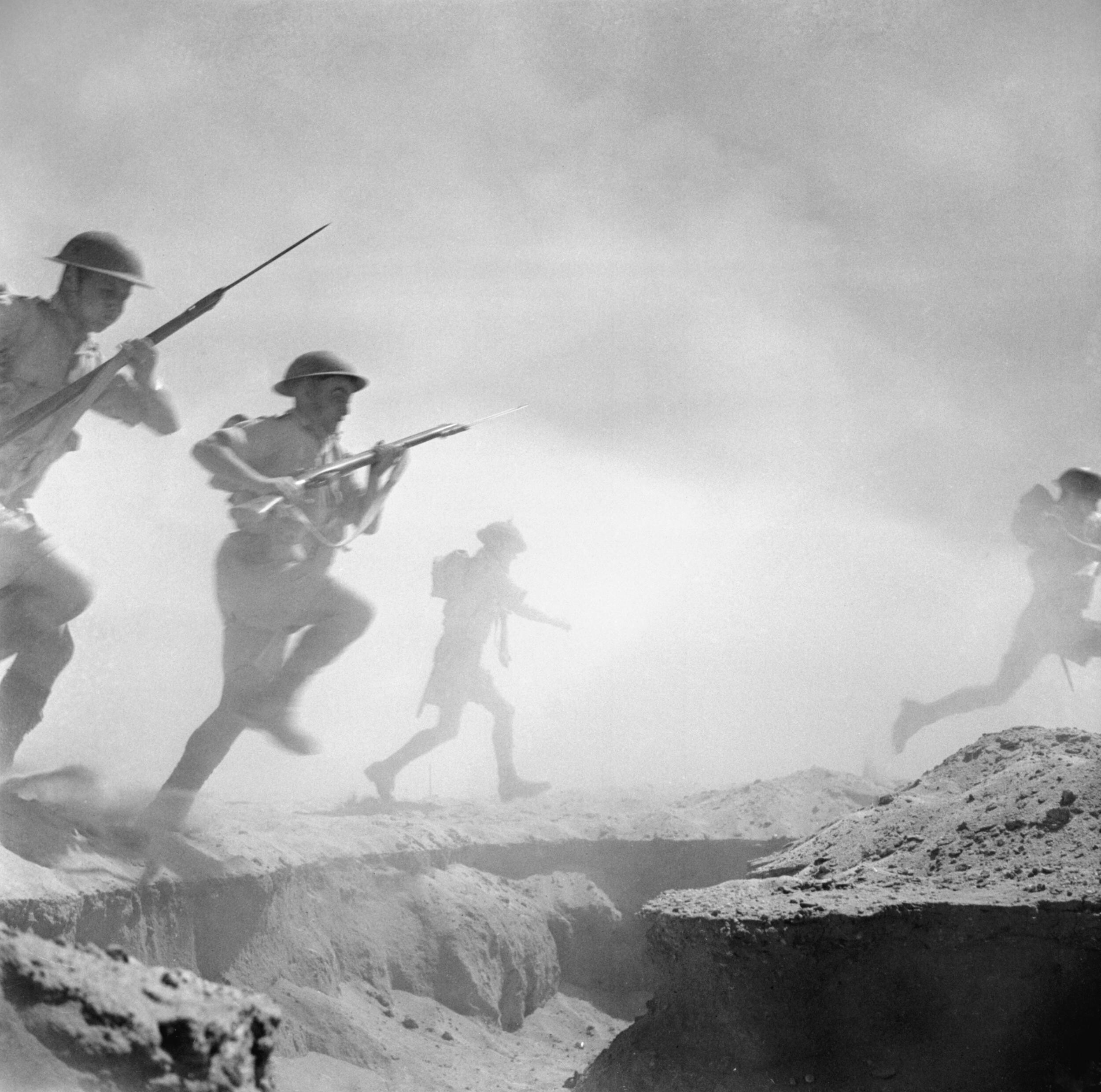
Charge d'infanterie britannique le 24 octobre 1942-.

L'offensive commence le 23 octobre. Des centaines d'avions attaquent les positions de l'Axe. À 21 h 40, c'est au tour de l'artillerie de bombarder les positions germano-italiennes durant quinze minutes avant de laisser la place à 22 h à un tir de barrage qui permet aux fantassins de quatre divisions de sortir de leurs positions. Très vite, le génie s'attelle à ouvrir des passages dans les champs de mines. Cela permettra à la 23rd Armoured Brigade de progresser et de soutenir l'infanterie.
Tout au nord, les Australiens, malgré des pertes parfois élevées, réussissent à progresser, remplissant partiellement les objectifs qui leur ont été assignés. Sur leur flanc gauche, la 51st Highland Division a bien du mal à avancer. L'ancienne unité d'élite est totalement changée et les charges se font à l'écossaise, bagpiper en tête. La division a comme objectif la Red Line qui doit impérativement être atteinte à 2 h 45. Ensuite, d'autres unités doivent prendre la relève pour continuer l'assaut. Mais les fantassins éprouvent les pires difficultés à avancer et ceux qui atteignent la ligne ont déjà un fort retard. Seule une compagnie atteint ses objectifs au matin du 24 octobre. Pour les Néo-Zélandais situés plus au sud, le barrage d'artillerie est très efficace et les fantassins atteignent sans trop de mal la Red Line.
La 23rd Battalion décide même de continuer avant de se replier. On attend que les artilleurs britanniques règlent leur tir pour pouvoir de nouveau progresser et atteindre la crête de Miteiriya. À 4 h du matin, les Néo-Zélandais qui ont réussi à atteindre leurs objectifs s'enterrent. Plus au sud, la quatrième nation de l'offensive, les Sud-Africains ont plus de mal. Certaines unités réussissent à atteindre la Red Line, mais la deuxième vague ne peut atteindre ses objectifs. Les Allemands ont mis en place un feu très efficace. Avec l'aide de l'artillerie, ils réussissent à atteindre leur objectif mais l'aube est déjà là. Sur les autres parties du front tenues par les Sud-Africains, la 164e division d'infanterie allemande est bien retranchée et empêche toute progression. Les fantassins sont de plus bloqués par un champ de mines imprévu. À l'aube, après avoir forcé les positions adverses, les Sud-Africains sont encore à deux kilomètres de leurs objectifs. Le Frontier Force Battalion qui a mené l'assaut a perdu 189 hommes. Tout au sud, la 3rd Brigade réussit à prendre ses objectifs. À l'aube, les Australiens ont atteint 80 % de leurs objectifs, les Néo-Zélandais 90 %, les Sud-Africains environ 30 % et les Écossais seulement 25 %.

#### Intervention des blindés

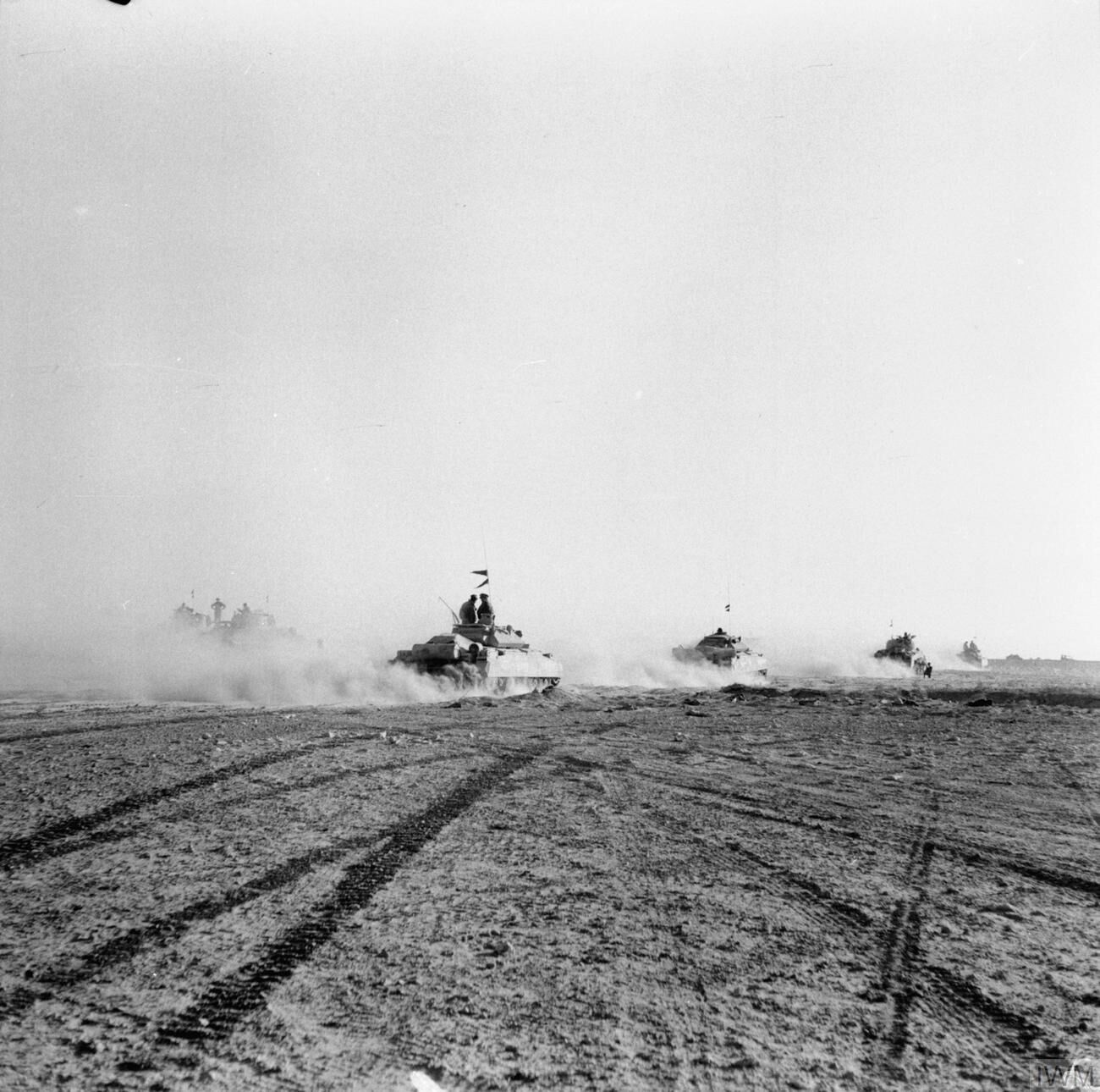
Chars britanniques à l'assaut des positions allemandes le 24 octobre 1942-.

Dès 3 h du matin, la 9th Armoured Brigade commence à avancer mais est très vite bloquée par un champ de mines et par les Matilda Scorpions qui sautent sur les mines qu'ils doivent détruire. D'autres blindés sont détruits et la confusion règne au sein de la brigade. Certains chars arrivent néanmoins à conquérir la crête de Miteiriya avant de perdre six Sherman à cause des mines. Le Wiltshire Yeomanry, qui était bloqué par les mines, réussit enfin à avancer en perdant neuf chars de plus et finit par croiser le chemin de la 15e Panzerdivision. Les blindés se replient alors aux abords de la crête toujours tenue par le Warwickshire Yeomanry.
De son côté, la 1st Armoured Division doit avancer jusqu'aux objectifs de l'infanterie (Oxalic Line), puis, progresser de deux kilomètres vers l'ouest pour empêcher une réaction de l'adversaire face aux Australiens et Écossais. Les Sud-Africains et Néo-Zélandais sont soutenus par la 10th Armoured Division. Sur le front écossais, les chars ne peuvent atteindre leurs objectifs et tentent de traverser le champ de mines à travers des couloirs de huit mètres de large battus par l'artillerie allemande. Se déployant hors des couloirs, des chars sont la cible de canons antichars. Les Alliés sont déjà en difficulté.
Pour la 10th Armoured Division, sur le front néo-zélandais, la progression est au début assez aisée au travers des champs de mines dégagés. Mais un autre champ qui n'apparaît pas sur les cartes britanniques est repéré et le génie à bien des difficultés à y ouvrir des passages face aux mitrailleuses allemandes. Il est de toute façon trop tard pour espérer que les chars britanniques se faufilent sur les arrières des forces de l'Axe, ils devront affronter à la lumière du jour, les positions défensives très bien placées des Germanos-Italiens. Ainsi, les Sherwood Rangers subissent le feu nourri des batteries antichars italiennes et dans la confusion du repli, des blindés sautent sur les mines. Seize chars sont ainsi perdus. Les 88 mm allemands occasionnent tant de pertes au sein du 47th RTR (Royal Tank Regiment) qu'il doit être dissout.
Au soir du 24 octobre, les généraux britanniques sont conscients du fait que les objectifs de l'opération Lightfoot sont loin d'être atteints et que l'opération en elle-même n'a aucune chance de déboucher sur un succès. En fait, il n'y a qu'au sud où le 13th Corps réussit sa mission, immobiliser les forces ennemies. En fin de compte, le front allemand n'a nullement été percé et les pertes des Britanniques et de leurs alliés commencent à être lourdes.
Du côté allemand, la situation n'est pas non plus des meilleures. En effet, alors que le général Stumme cherchait à prendre contact avec les unités en première ligne, il serait mort d'une crise cardiaque à la suite d'un bombardement qui l'aurait éjecté hors du véhicule qui l'emmenait au front sans pour autant que son chauffeur s'en aperçoive. Von Thoma prend alors l'intérim en attendant le retour imminent de Rommel. Il est alors ordonné à la 15e Panzerdivision de reprendre le terrain cédé à l'ennemi. De plus, il va s'avérer possible de rappeler la 21e Panzerdivision et la division blindée Ariete qui était retenues au sud, l'effort britannique n'étant plus très important.

#### La contre-attaque allemande

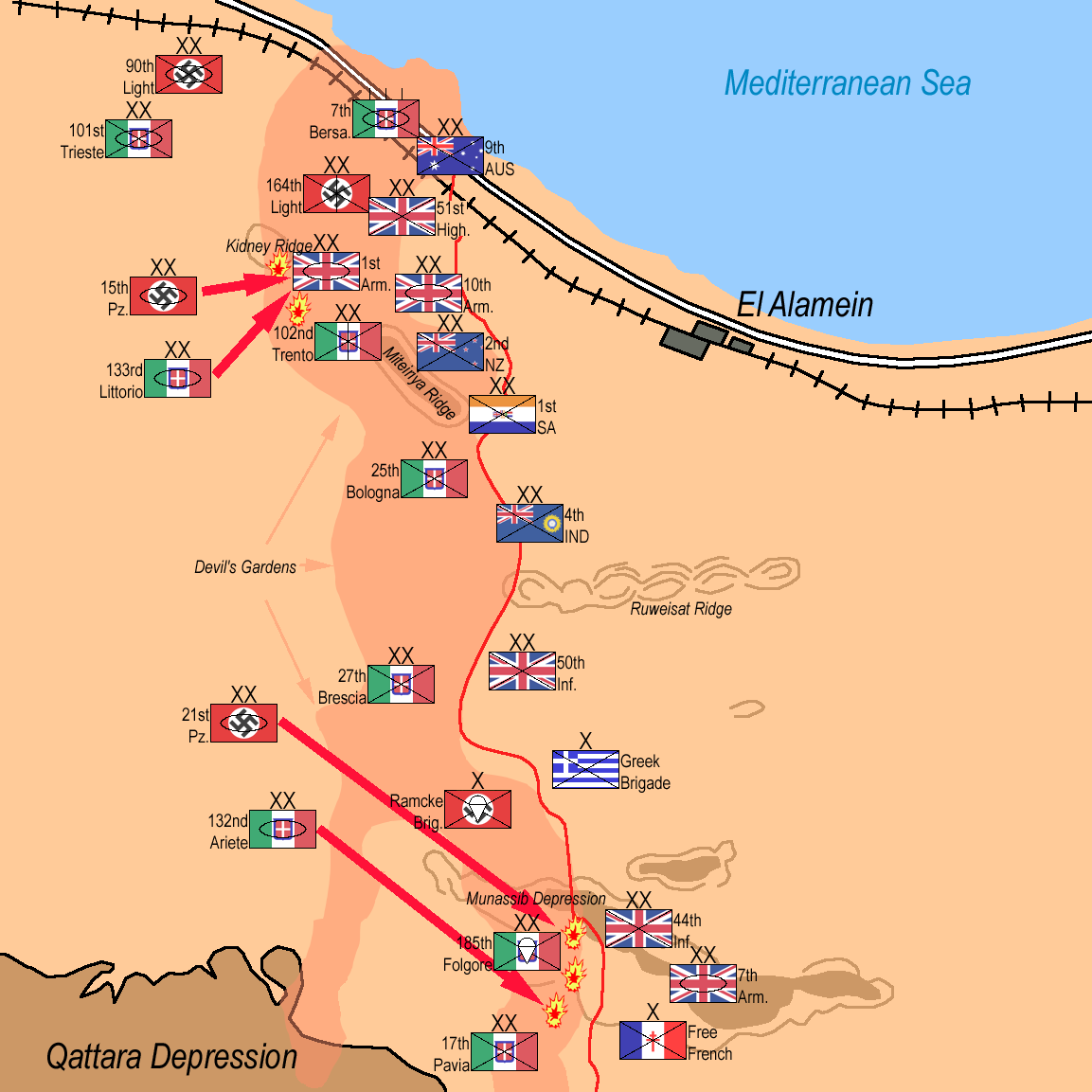
Contre-attaque de l'Axe le 24 octobre 1942- à.

Dès la fin de la journée du 24 octobre, la 15e division blindée allemande contre-attaque dans le secteur australien où les blindés du 40th RTR subissent de lourdes pertes. Il faut ajouter à la contre-attaque, le fait qu'un raid aérien britannique a par erreur lâché ses bombes sur les troupes australiennes. Chez les Écossais, les Panzer ont fort à faire avec les chars de la 2nd Armoured Brigade et perdent 26 de leurs blindés. À 22 h, la 10e division blindée britannique attaque avec la 24e brigade à droite et la 8e brigade à gauche. Le but est la crête de Whiska située en face de la crête de Miteiriya. Une nouvelle fois, les sapeurs sont surpris par la profondeur des champs de mines et subissant le feu allemand, ils n'arrivent pas à ouvrir un chemin avec suffisamment de rapidité. Pendant ce temps, bombardiers allemands et canons antichars tirent sur les blindés britanniques qui ne peuvent avancer. Après des hésitations, le général Gatehouse, commandant la division, demande à Montgomery l'autorisation de replier ses blindés. Le chef de la 8th Army convoque alors Lumdsen, le chef du Xe corps à 3 h du matin et lui demande de poursuivre l'attaque ou alors d'accepter que les chefs de l'armée blindée soient remplacés. Les blindés tiennent leurs positions, mais c'est un massacre, des dizaines de Grant et Sherman sont détruits. À la suite de cet échec, les Britanniques doutent : comment ont-ils pu échouer avec une telle supériorité numérique ?

## L’opérationSupercharge

### Les derniers combats deLightfoot

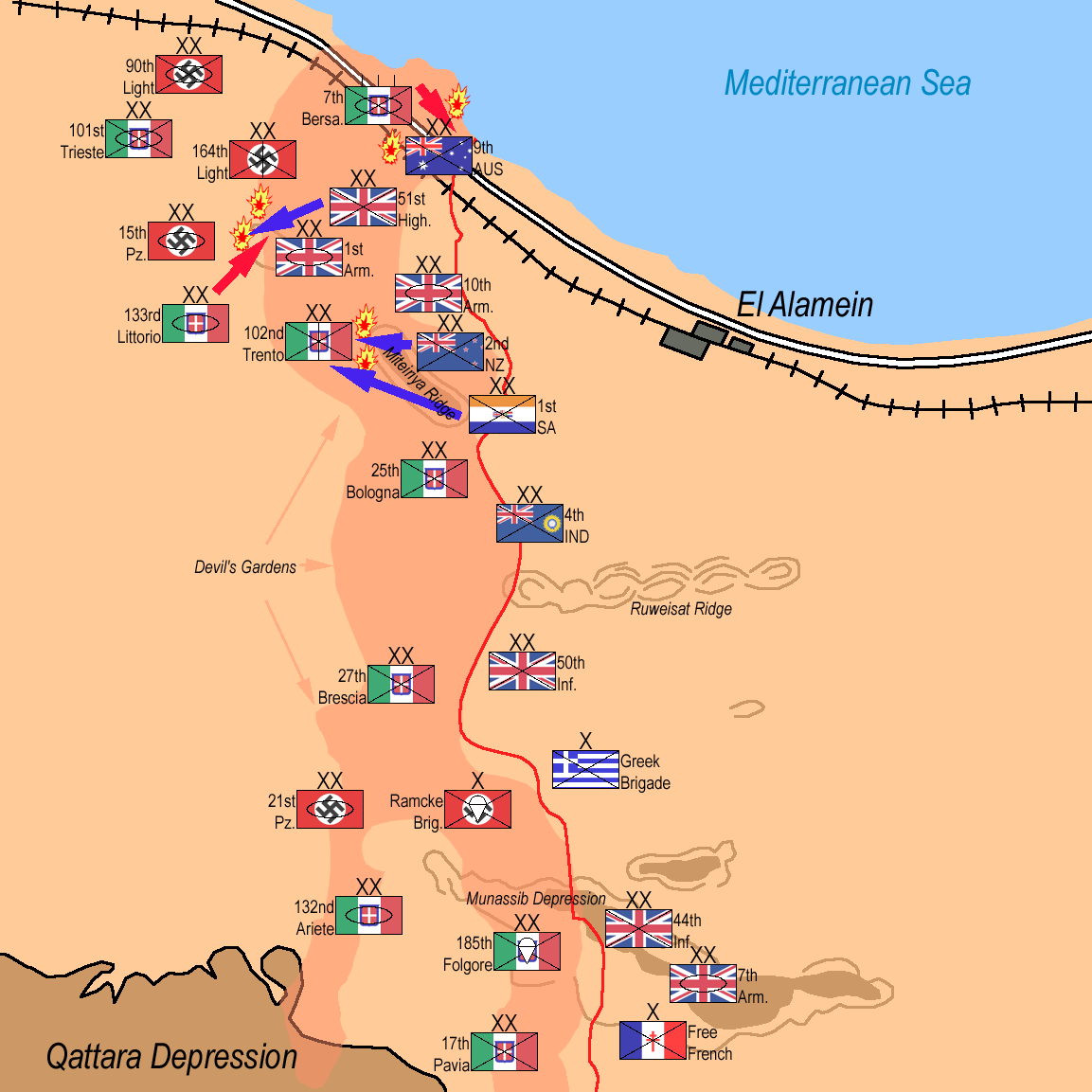
Échecs britanniques le 26 octobre 1942-.

Le 25 octobre, Rommel, de retour en Afrique, reprend le commandement de son armée. Le 26 octobre, voici un état des pertes :
- 148 Allemands et 195 Italiens ont été tués ;
- 495 Allemands et 424 Italiens ont été blessés ;
- 1 057 Allemands et 1 372 Italiens sont portés disparus (soit prisonniers, soit tués et blessés situés chez les Britanniques).

La 15e Panzerdivision compte 31 chars en état (119 au départ), la 21e Panzerdivision qui a combattu au sud, compte 98 panzers sur 106 le 23 octobre. La division Ariete n'a perdu que deux chars et la Littorio en a perdu 56.
Pour les Britanniques, les pertes en blindés s'élèvent à 215 chars et 38 autres véhicules blindés, ce qui est largement supérieur aux pertes de l'Axe. Cependant, ils peuvent compter sur de substantiels renforts. Une nouvelle fois, le 26, les Britanniques échouent face à la 164e division d'infanterie à percer le front allemand. Toutefois, dans les airs, la RAF a définitivement pris le contrôle. À cette date, c'en est fini de la légendaire domination aérienne de la Luftwaffe, et ce sur tous les fronts puisque sur le théâtre européen, l'arrivée de l'United States Army Air Forces va changer la donne sur le front ouest, et que sur le front est, l'industrie soviétique va permettre aux avions soviétiques de dominer les airs.
Malgré les échecs des Britanniques, Rommel décide néanmoins de rappeler la 21e Panzerdivision au nord et de lancer la 90e division légère dans une contre-attaque qui va s'avérer être un échec. Dans ses carnets, Rommel semble pessimiste et évoque même à demi-mot sa propre mort : « Durant ces brèves semaines passées à la maison, j'ai vraiment senti ce que vous et Manfred représentez pour moi. Ma dernière pensée est pour vous deux ».

### Mise en place du plan

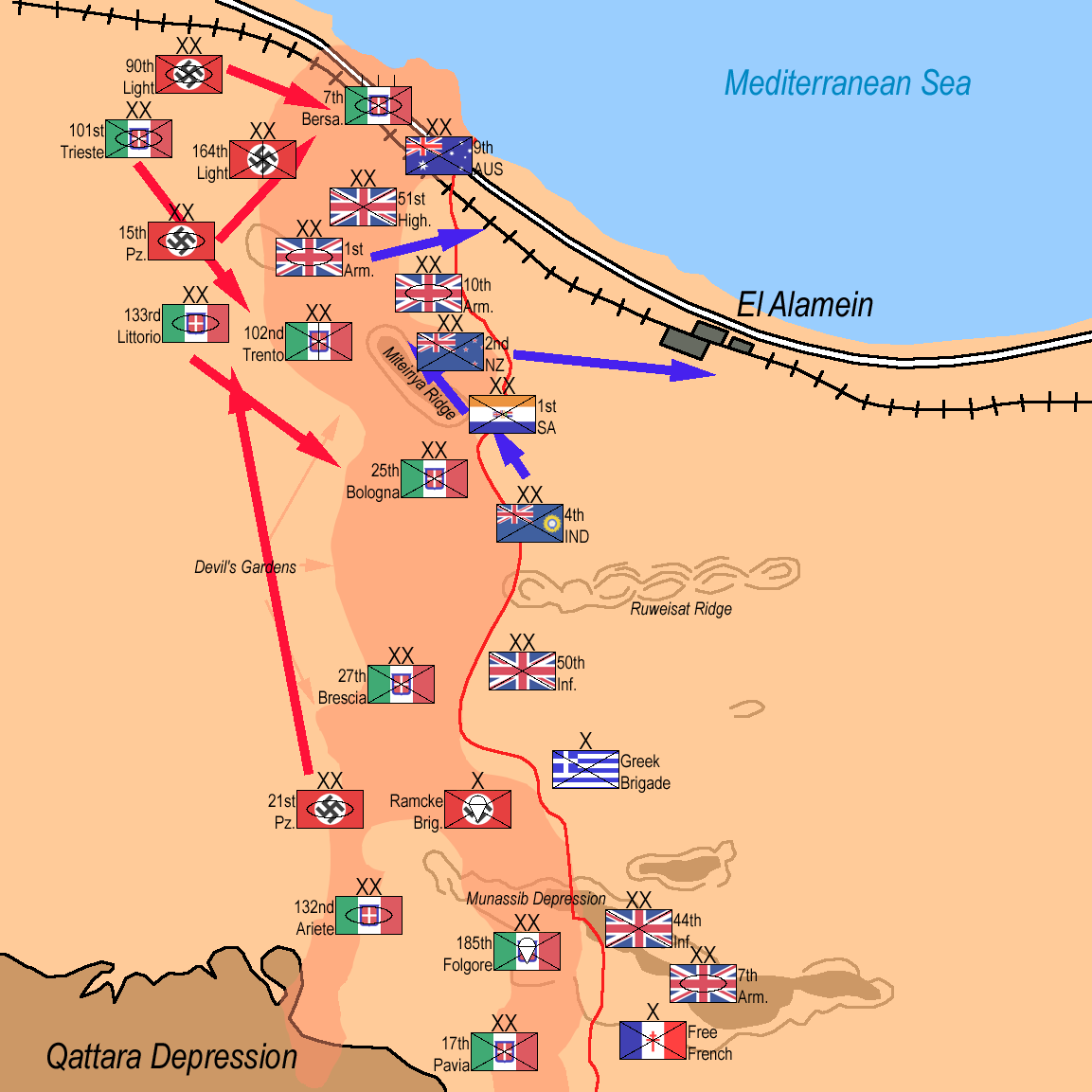
Réorganisation des troupes entre les deux offensives.

Pendant ce temps, Montgomery met en place un nouveau plan ressemblant à Lightfoot mais baptisé Supercharge (ce changement a pour but de renforcer le moral des troupes). Une nouvelle fois, l'offensive aura lieu au nord. Sur le front, à l'exception des Australiens, plus personne ne se bat et la 2e division d'infanterie néo-zélandaise, la 1st Armoured Division et 9th Armoured Brigade sont retirées du front. Pour combler ces départs, on étend les positions des Sud-Africains et de la 4e division d'infanterie indienne. De plus, le front sud est de plus en plus déserté, la 7th Armoured Division ainsi que les 151e, 152e et 131e brigades d'infanterie appartenant aux 50e et 44e division d'infanterie sont envoyées au nord pour renforcer notamment les Néo-Zélandais qui ont perdu beaucoup d'hommes. C'est aux Français du général Pierre Kœnig de tenir l'extrême sud du front, face aux parachutistes de la brigade Ramcke.
Au départ, le plan consistait à frapper au nord, là où sont postés les Australiens qui mènent une guerre d'usure, mais l'arrivée massive de renforts allemands dans cette zone incite Montgomery à abandonner ce plan initial. Il préfère attaquer un peu plus au sud, au niveau des positions tenues par les divisions d'infanterie italiennes, dont la faible valeur combative est encore diminuée par le départ des Allemands pour le nord. En outre, une fois la ligne percée, le 10th Corps pourra envelopper les unités allemandes présentes plus au nord grâce notamment à la piste de Sidi Abd el Rahman. Au tout début, les Australiens devront attaquer le saillant existant dans le front britannique à la suite de l'opération Lightfoot, là où se situait l'ancien objectif des forces écossaises. Cela confortera Rommel dans son idée que c'est bien l'extrême nord qui est menacé.
Ensuite, après cette attaque préliminaire, pour lancer l'assaut sur les positions italiennes, trois brigades de la 51e division plus trois autres de la 50e d'infanterie sont chargées de percer sur quatre kilomètres les défenses ennemies afin d'atteindre la piste de Rahman et la crête d'Aqaqir. Au sud, la 133e brigade et au nord le 22e bataillon maori attaqueront sur les flancs. Trente-huit chars sont gardés en réserve pour soutenir l'infanterie en cas de problème. De nombreuses pièces d'artillerie sont concentrées sur le front d'attaque et commenceront leurs tirs à 1 h 5. De plus, des bombardiers doivent pilonner les Italiens durant sept heures. À 4 h précises, l'objectif doit être atteint, la première vague sera alors relevée par la 9e brigade blindée qui aura pour but la prise de la crête d'Aqaqir. La 1st Armoured Division et 8th Armoured Brigade seront alors lancées à l'assaut du terrain libre, une fois le front percé, pour empêcher les Germano-Italiens de se rétablir. Contrairement à Lightfoot, les blindés seront engagés plus tôt car l'infanterie a déjà subi des pertes substantielles. Ainsi, la 9th Brigade devra attaquer les positions d'artillerie adverses, ce qui risque d'engendrer des pertes énormes, mais Montgomery se dit prêt à accepter des pertes de 100 %.

#### L'attaque australienne

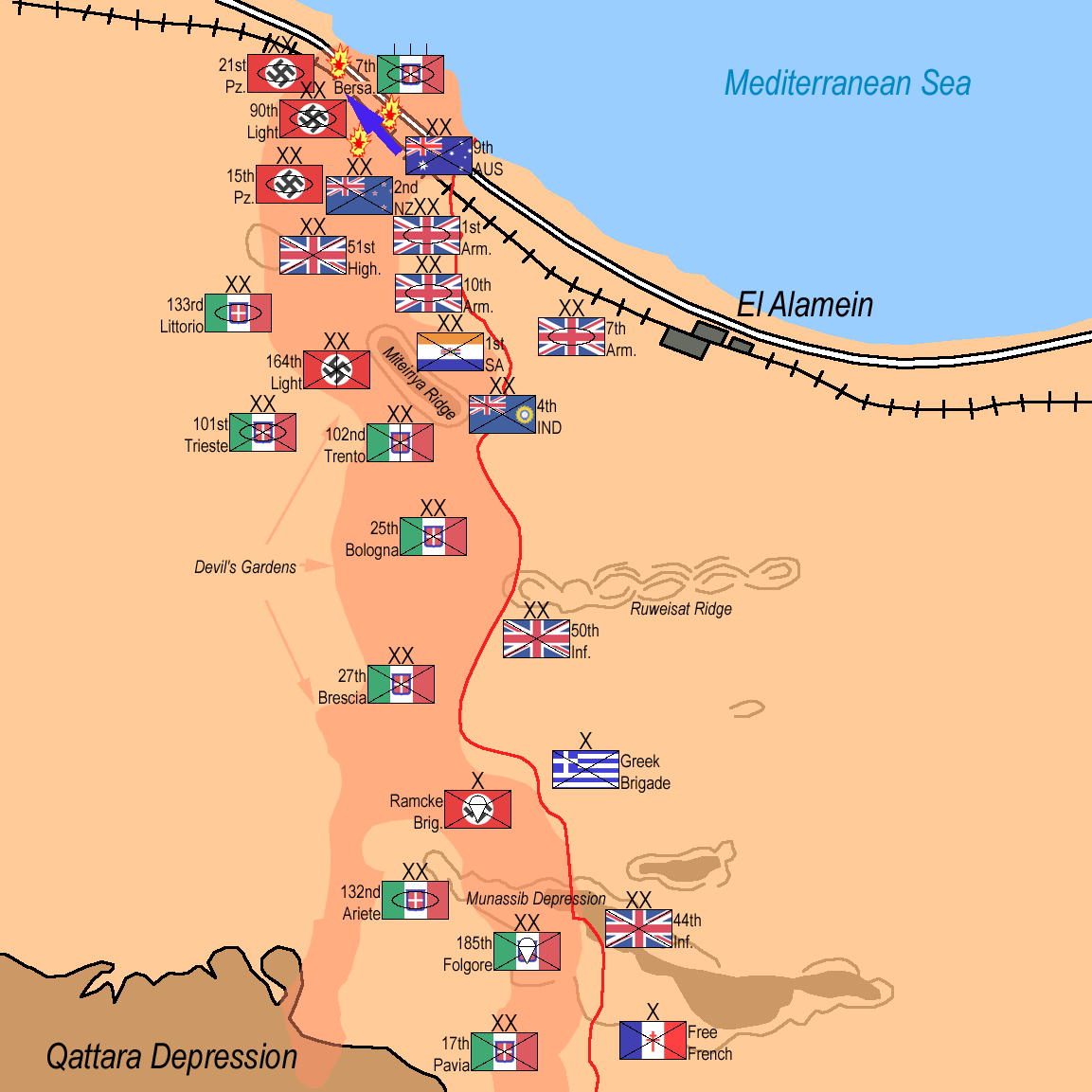
Début de l'opération Supercharge : assaut des Australiens contre Thompson Post.

L'offensive australienne constitue en quelque sorte la passerelle entre Lightfoot et Supercharge, elle doit gommer les imperfections de la première et assurer le bon développement de la seconde. Elle commence par l'assaut d'un poste défensif allemand appelé Thompson Post. Il est composé de tranchées abritant des nids de mitrailleuses et couvertes par un champ de mines. La défense du poste est assurée par le 125e régiment d'infanterie allemand et le 11e bataillon de Bersaglieri. Le plan d'attaque australien prévoit la prise par la 20th Brigade de deux collines à proximité du poste lui-même, la 26th Brigade devant pour sa part capturer la redoute pour accéder à la route côtière et isoler des unités allemandes. Des chars Valentine provenant de la 23rd Brigade devront les soutenir. L'assaut a lieu à 22 h le 28 octobre. Les Australiens ne rencontrent aucun ennemi, mais les blindés ont fort à faire avec un champ de mines. Une des collines est prise peu avant le lever du jour, ce qui interrompt l'offensive.
Il faut attendre la nuit du 30 au 31 pour revoir les Australiens attaquer. Ils arrivent avec l'aide de l'artillerie au pied de Thompson Post, mais subissent le feu de l'artillerie allemande. À 1 h du matin, les Britanniques déclenchent un tir de barrage sur les canons allemands. Les fantassins tentent d'avancer, mais ils sont tués par les obus de mortiers, les mitrailleuses et les mines. Devant la confusion qui s'ensuit, le repli est ordonné. Des dizaines d'hommes ont été perdus. Les Australiens ne sont pas parvenus à atteindre la mer, Rommel continue pour tenir le saillant à y envoyer des armes antichars. À 12 h 30, le 31 octobre, les Allemands lancent une contre-attaque à l'aide de la 21e division blindée qui ravage les chars de la 23rd Brigade avant de se retirer. Durant la nuit, les Allemands réussiront finalement à repousser les Australiens plus au sud. Mais le gros de l'attaque va bientôt arriver et cette offensive a déporté une grande partie des forces allemandes au nord.

### La bataille
Le début de l'attaque se déroule sans difficultés pour les Alliés, les défenses ennemies ayant été terriblement affaiblies par le pilonnage de l'aviation et de l'artillerie. Sur les flancs, les troupes progressent sans trop de difficultés, les pertes les plus lourdes ont lieu au centre, les unités allemandes et italiennes ne se repliant pas. Mais les objectifs sont atteints à l'heure et la 9th Armoured Brigade est prête à attaquer. Cependant, il règne une certaine confusion dans l'unité, ce qui fait que seuls 94 chars sur 132 arrivent à attaquer. Le retard pris sur l'horaire fait que la nuit se termine et bientôt, les chars vont être repérables. Progressant légèrement en arrière du barrage d'artillerie, les Britanniques approchent de la piste du Télégraphe. Les Allemands réussissent néanmoins à infliger des pertes significatives aux Britanniques en détruisant leurs camions, ce qui empêche l'infanterie de soutenir les blindés. Peu après 6 h, les Britanniques ont entamé les positions allemandes malgré (comme toujours) la présence de mines. Dès que le jour fait son apparition, les Allemands peuvent régler leurs tirs et provoquent une hécatombe de différents chars britanniques. Les Crusader au canon de 40 mm sont les premiers à succomber, leur armement étant bien trop léger. Devant le feu des canons antichars allemands et italiens (il y a des 88 mm), la brigade blindée subit très vite des pertes importantes et doit, de plus, encaisser la contre-offensive des blindés des 15e et 21e divisions de Panzer. Pris de flanc, les rares survivants britanniques se replient ; sur les 94 chars de l'attaque, 75 sont détruits.

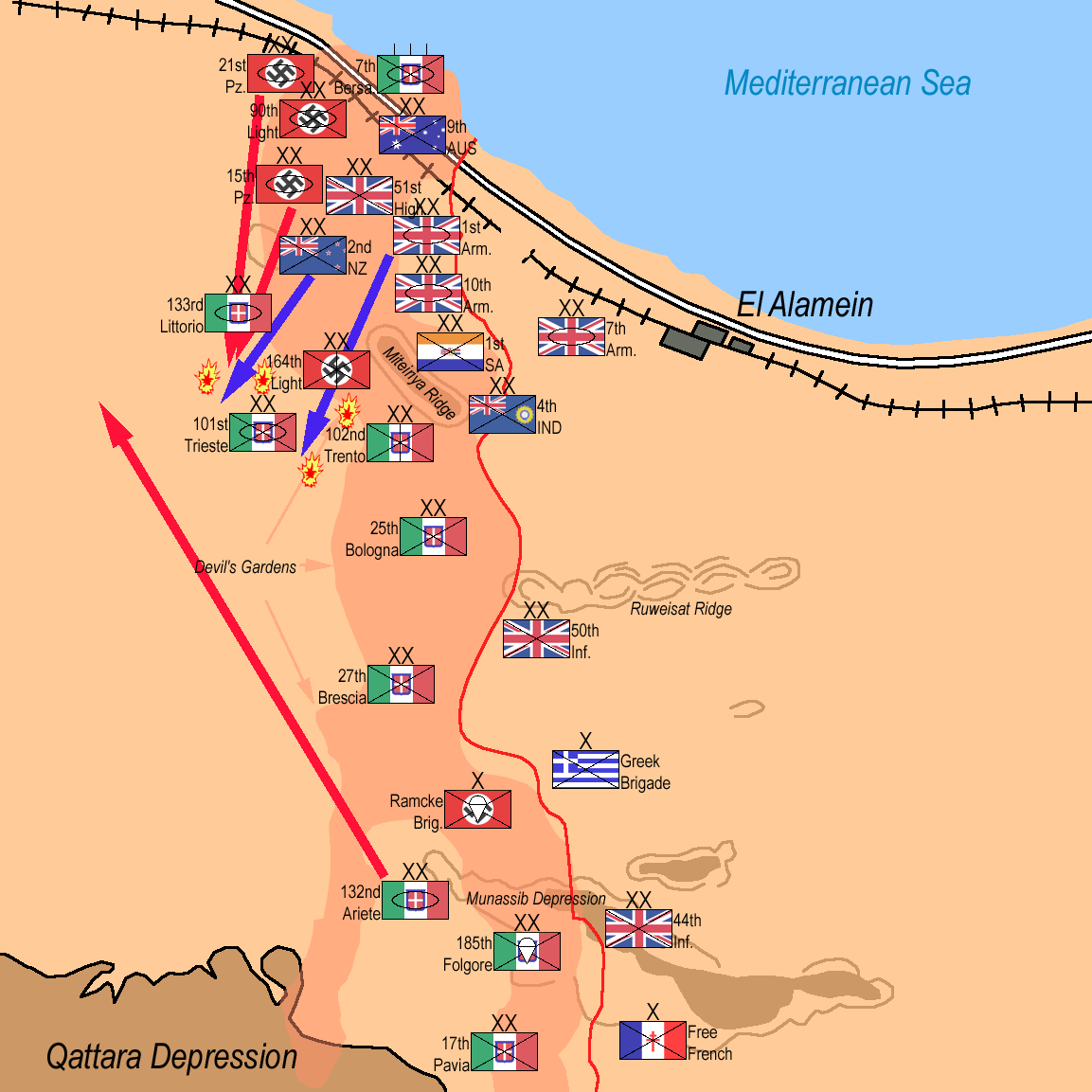
L'attaque du 2 novembre 1942-.

La 2nd Armoured Brigade doit conquérir la crête d'Aqaqir, mais elle est en retard. Le chemin qui mène à la crête est de plus encombré de véhicules en tout genre. Les quelques survivants de la 9th brigade les informent du massacre qu'ils ont subi, massacre inutile car l'état-major britannique, devant la réaction de Rommel qui envoie ses blindés, ne peut se résoudre à lancer une bataille trop tôt. De son côté, Rommel n'est pas optimiste, la percée de l'infanterie lui a causé du souci, il estime que sa contre-attaque n'est pas suffisante et il craint une bataille à l'est de la crête d'Aqaqir, seul endroit où la brèche britannique possède encore une certaine profondeur. Montgomery voulait cette bataille à l'ouest de la crête.

#### Le 2 novembre 1942

Montgomery observe la bataille depuis son char.

Après une longue hésitation due au tir de barrage allemand, au massacre qu'a subi la 9e brigade et à l'amas des troupes blindées allemandes, les Britanniques décident de ne pas lancer à l'assaut la 2nd Armoured Brigade contrairement aux ordres de Montgomery et de son état-major. Lumsden, chef du 10e corps, ne peut se résoudre à accepter un nouveau massacre. Fisher, le chef de la brigade, reste sur ses positions dans la brèche, ce qui empêche la 8th Brigade d'avancer. Cet amoncellement de véhicules alliés bloqués incite Rommel à les frapper au moyen de ses derniers blindés et avec l'aide de l'aviation, notamment des bombardiers en piqué Stuka. Mais la supériorité de la RAF est depuis longtemps acquise et la Luftwaffe ne peut attaquer les troupes au sol qui subissent néanmoins le tir des canons de 88 mm toujours aussi efficaces jusqu'à ce que les aviateurs britanniques les contraignent à cesser le feu. Les blindés italiens attaquent aussi, mais ils subissent de lourdes pertes, que ce soit face à l'artillerie, aux chars ou aux avions. Pour défendre le front en danger, Rommel rappelle la division Ariete et le 125e régiment de PanzerGrenadier. Les Germano-Italiens tiennent, les Britanniques n'avancent pas et subissent de lourdes pertes mais, dans cette guerre d'usure, le gagnant n'est pas celui qui perce ou qui résiste mais bien celui qui a le plus de réserves. Or, les Allemands se retrouvent bientôt à court de munitions et d'essence, le ravitaillement par voie maritime est très faible, la Royal Navy est maîtresse des mers. De plus, à force d'être engagés, les Panzer ont des pertes, il n'en reste plus à la fin du 2 novembre que 35 disponibles, plus ceux en réparation.
Chez les Britanniques, malgré la perte de plus de 150 chars, les réserves sont importantes et les 8th et 22nd Brigade (appartenant à la 7e division blindée) ont des effectifs quasi complets qui excèdent de loin les effectifs allemands. En cumulant tous les chars, la 8th Army en a plus de 300 contre guère plus de 50 aux Germano-Italiens (100 avec les chars médiocres de la division Ariete). De plus, des automitrailleuses britanniques ont réussi à se faufiler sur les arrières des forces de l'Axe au sud-ouest du saillant. Les Italiens les prennent pour des Allemands et ces derniers pour des Italiens, voici comment un chef de char britannique décrit la situation :
« Ils nous regardent de très près, aperçoivent nos bérets, puis se retirent vivement de quelques mètres, marquent une pause comme s'ils ne croyaient pas leurs yeux et s'approchent à nouveau pour vérifier »
Les Britanniques profitent de la situation pour désorganiser le système de communications de l'adversaire. Pour les soutenir, Montgomery envoie de l'infanterie qui fait de nombreux prisonniers parmi la division italienne Trieste. Le général Lumsden prévoit une attaque de chars en direction de la crête d'Aqadir mais un ordre de « Monty » l'oblige à lancer à l'aube du 3 novembre l'infanterie (2e et 7e brigades de fusiliers ainsi que le 2e corps royal des fusiliers). Les 2e et 7e brigades de fusiliers sont repoussés par des mitrailleuses ; le 2e corps royal tient malgré sa position inconfortable.

### La percée

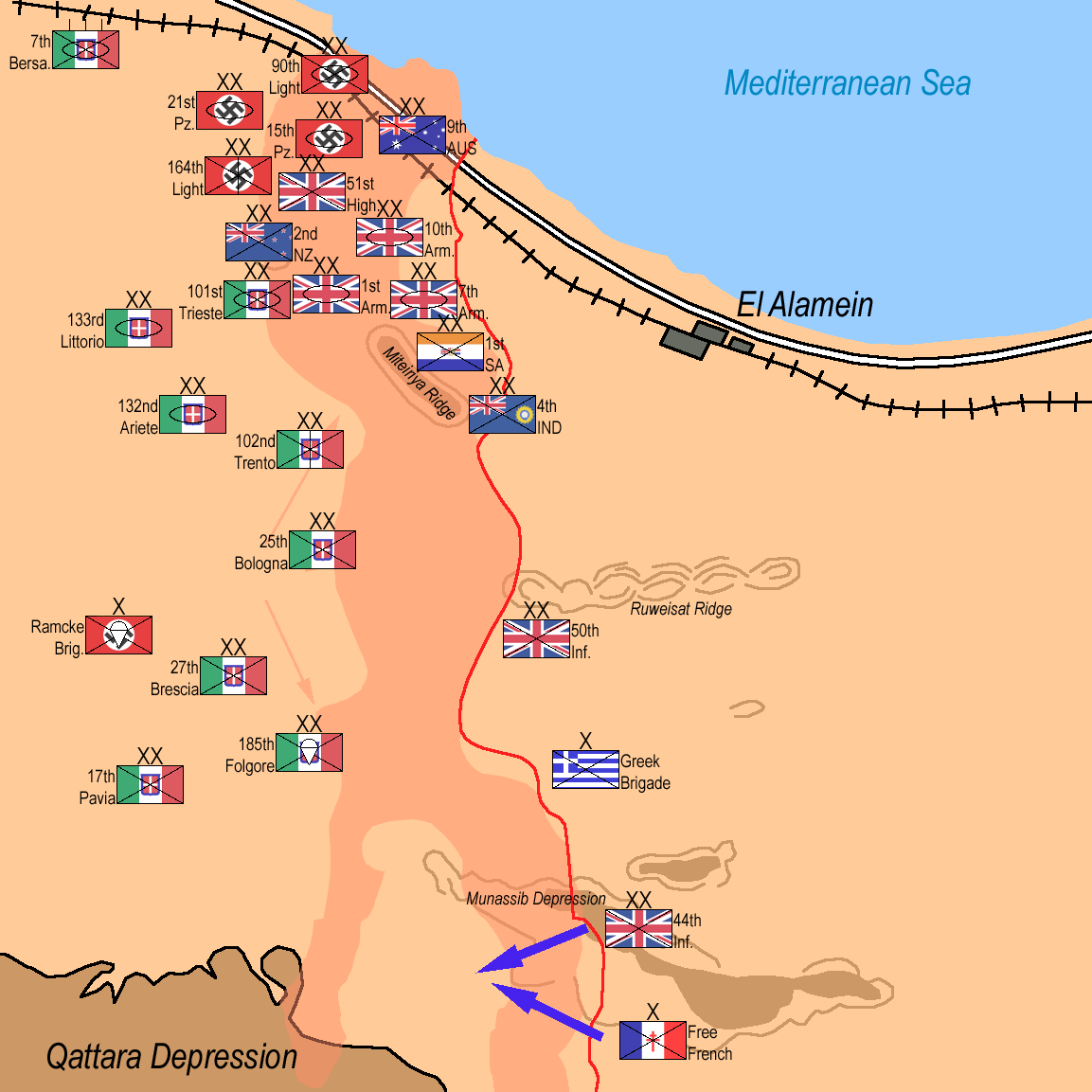
Début du repli de Rommel le 3 novembre 1942-.

Mais Rommel, privé de ses réserves, ne peut contre-attaquer et doit maintenant penser à se replier en comptant sur la lenteur de réaction des Britanniques. Il ordonne donc à ses troupes de commencer à se replier notamment au nord. Il voulait battre en retraite jusqu'à Fouka. L'infanterie serait transférée vers l'ouest en camion sous le couvert des Italiens. Ces derniers faute de moyens de transport devaient se replier à pied. Pour le chef de l'Afrikakorps, il faut non seulement abandonner la position d'El Alamein, mais s'il veut sauver l'Afrikakorps, il commence à penser qu'il doit se replier en Europe. Pour Hitler, une telle proposition est inacceptable. Il ordonne à Rommel de tenir ses positions. Hésitant, il obéit finalement. Il existe aujourd'hui plusieurs explications sur ce message, interprété par Rommel comme un ordre d'arrêt auquel il va se soumettre. Il semblerait qu'Hitler a adressé ce message radio pour regonfler le moral de son maréchal favori et non pour qu'il se sacrifie sur place.
Face à ce début de repli, l'aviation allemande fait tout son possible pour empêcher les bombardiers de la RAF de bombarder les colonnes en repli. À terre, il est ordonné aux 1er et 7e divisions blindées de s'engouffrer dans le saillant ouvert par les automitrailleuses et de foncer vers la mer pour encercler une partie des forces de Rommel. Auparavant, l'infanterie et des Valentine tentent d'élargir le passage mais subissent des lourdes pertes. Finalement, l'arrivée de la 11e brigade indienne permet de capturer 200 soldats allemands retranchés sur la crête d'Aqaqir. Mais il est trop tard, les Allemands ont commencé à se replier.

### La poursuite

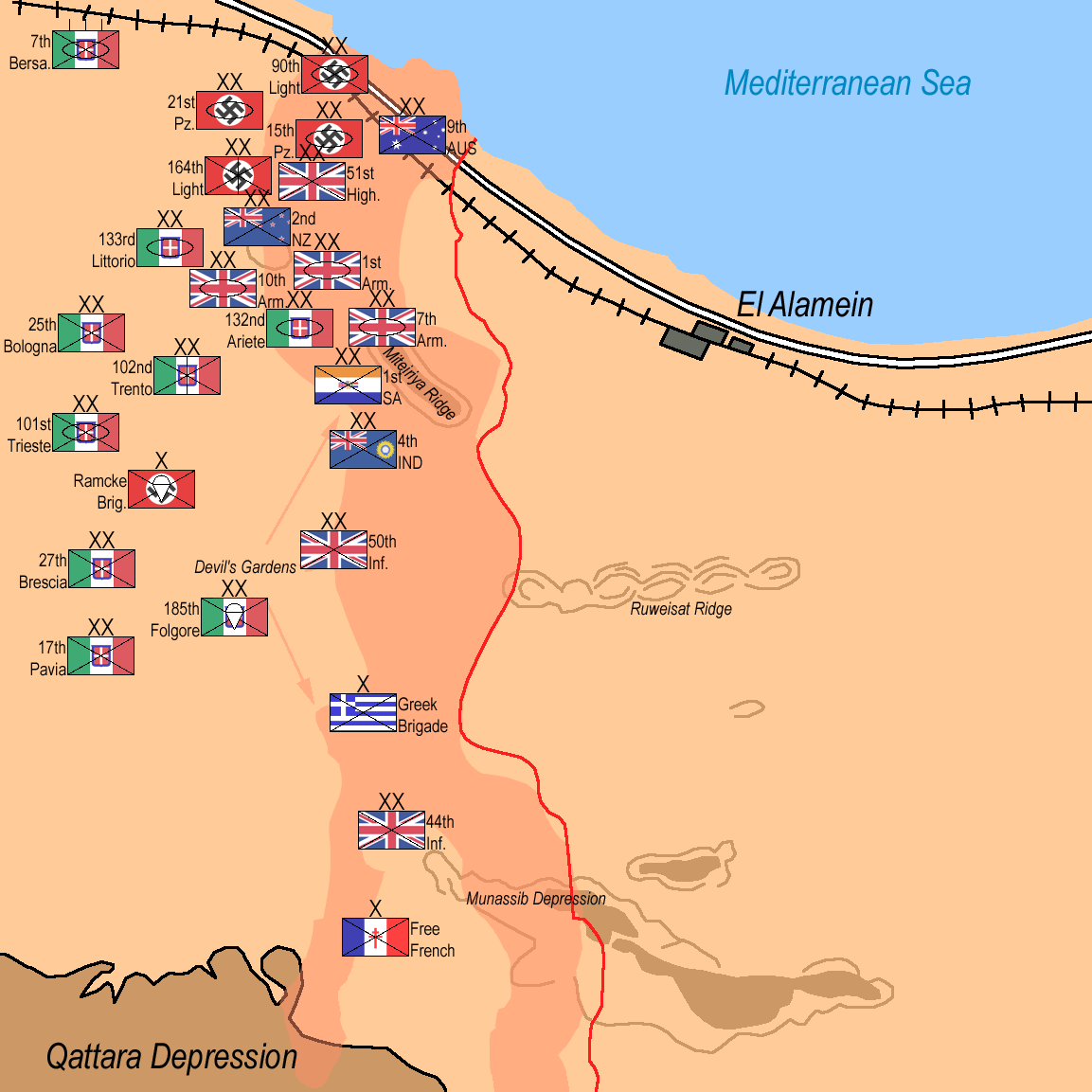
Disposition des troupes de l'Axe après l'ordre de Hitler de rester sur place au soir du 3 novembre 1942-. On voit que le Deutsche Afrikakorps tient la position devant le saillant, la division Ariete se trouve au sud.

Pour l'Afrikakorps, le repli est inévitable et l'ordre de Hitler de résister ne peut être exécuté. Certains veulent résister, mais Rommel sait que plus rien ne peut arrêter les Britanniques. Il envoie son aide de camp, le lieutenant Berndt à Berlin pour faire changer Hitler d'avis. Pendant, ce temps (nuit du 3 au 4 novembre), l'Afrikakorps est placé en arc de cercle autour du saillant britannique, la division blindée Ariete italienne avec ses 100 chars M13/40 sont les derniers blindés, obsolètes, de Rommel. Les Britanniques, malgré des pertes avoisinant les 500 chars, conservent encore 600 chars. À l'aube du 4 novembre, la 2e brigade blindée et les survivants de la 7e brigade motorisée s'avancent vers les défenses allemandes à l'ouest de la crête d'Aqaqir. Les troupes allemandes sont commandées par le général von Thoma qui utilise ses derniers 88 pour détruire quelques chars adverses. Les Britanniques décident d'utiliser l'artillerie pour détruire les positions adverses. Les troupes de la 1st Armoured Division s'avancent sur le champ de bataille. Les blindés rencontrent alors la résistance d'un Panzer III qui finit par se rendre. Le général von Thoma, capturé à bord de ce char, est amené au général Montgomery. Les Écossais et les Indiens peuvent percer avec l'aide de blindés, bientôt suivis par les Néo-Zélandais. Le front est percé, les chars alliés vont pouvoir surgir sur les arrières de l'Axe.
Pendant ce temps, les Italiens de la division Ariete voient arriver les unités de la 7e division blindée, les Deserts Rats qui avancent avec l'aide de l'artillerie. La 22nd Armoured Brigade détruit un par un les chars survivants. Les Britanniques percent au sud de la position italienne, ces derniers sont tournés et anéantis, comme le XXe corps italien. Malgré la résistance le long de la côte de la 90e division légère, les Germano-Italiens sont vaincus et leur centre est percé. Cette brèche de 20 kilomètres menace de destruction les troupes situées au sud. Rommel ne peut se résoudre à tenir, mais il hésite encore. C'est finalement l'arrivée du maréchal Kesselring qui le décide à ordonner à nouveau la retraite à 15 h 30 le 4 novembre à l'ensemble des forces de l'Axe de se replier. Au nord, on s'enfuit par camions, mais, au sud, les éléments motorisés sont rares. Coupées du reste de l'Afrikakorps, les troupes de la brigade Ramcke et de la division Folgore (seules unités restantes du XXe corps) et les divisions Pavia et Brescia (Xe corps) doivent s'enfuir par leurs propres moyens. Rommel va tenter de les incorporer à Fouka à 100 kilomètres à l'ouest d'El Alamein. Une nouvelle fois, il compte sur la lenteur des Britanniques. Ainsi, au soir du 4 novembre, les troupes alliées bivouaquent au lieu de poursuivre leur adversaire. Lorsque des renseignements arrivent au QG de la 8e armée, l'état-major décide de poursuivre l'Afrikakorps à partir du 5 novembre en direction de la côte pour capturer les troupes allemandes.

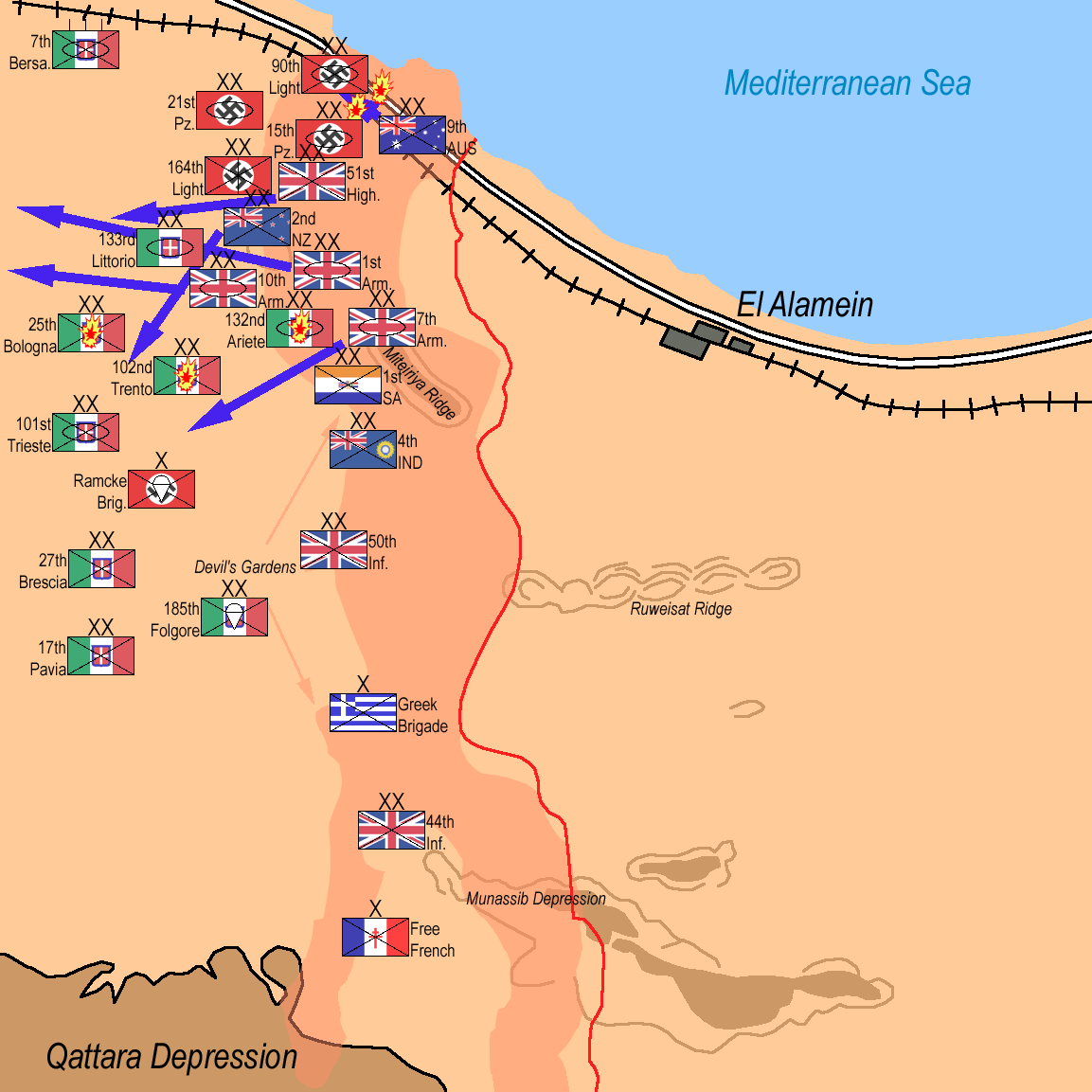
Ultime offensive britannique, on voit que la division Ariete est tournée au sud et donc encerclée. Les autres troupes arrivent à progresser sauf les Australiens.

#### De Fouka à Solloum en passant par Marsa Matruh
La 2nd Armoured Brigade avance le lendemain en direction d'El Daba pour foncer ensuite vers Fouka, mais, elle est bloquée par les servants d'un canon de 88 mm. La brigade attaque par le sud tandis que la 7e brigade motorisée attaque par l'est. 150 hommes et le canon sont capturés. La seule unité à intercepter des ennemis est la 8e brigade blindée qui atteint Galal. Des troupes disparates sont capturées. Peu après, une colonne importante arrive et, au terme d'un combat intense, les Britanniques détruisent quatorze panzers et 29 chars italiens. Mille hommes sont capturés. Arrivé à Fouka, Rommel n'y trouve aucune position défensive et les Germano-Italiens sont désorganisés ; il décide de battre en retraite jusqu'à Marsa Matruh.
Au matin du 6 novembre, la situation de la Panzerarmee est tragique. Depuis les combats de la veille, il n'y a plus que douze panzers en état de combattre. Les Italiens mènent des combats d'arrière-garde, mais certains sont capturés par les Britanniques et beaucoup d'unités sont dispersées. Les Allemands, par contre, gardent un semblant d'ordre. L'essence vient à manquer et la 21e Panzerdivision tombe en panne sèche durant sa fuite vers Marsa Matruh. Poursuivis par les chars de la 22nd Armoured Brigade, les derniers Panzer sont immobilisés. Ils sont sauvés par le Kampfgruppe Voss chargé de protéger l'arrière-garde et qui tombe sur les arrières britanniques ; surpris, ceux-ci doivent battre en retraite. Mais faute de carburant, les Allemands sont contraints de saborder leurs chars et seuls les véhicules légers peuvent continuer à se replier. À Marsa Matruh c'est une lutte entre Allemands pour savoir qui aura de l'essence mais à Benghazi, 4 000 tonnes de carburants viennent d'arriver par mer (un exploit). Malgré des pertes dues à l'aviation, la moitié arrive à Solloum. Seuls quatre Panzer sont encore là avec une dizaine de M13/40. Le 7 novembre, Ramcke et 600 de ses parachutistes, venus des confins du sud avec des camions de ravitaillement pris aux Britanniques, arrivent à la rencontre des troupes de Rommel. Une prise de ravitaillement inestimable. Cependant, quatre cent cinquante hommes ont été perdus en route.
Le 8 novembre 1942, la Panzerarmee Afrika se replie vers Solloum en passant par les cols de Halfaya, ce qui signifie un ralentissement dans le retrait. Les Britanniques ont décidé de ne pas contourner la position par le sud, mais, ils peuvent infliger de lourdes pertes si les Allemands sont surpris pendant leur traversée des cols. Ainsi, le XXe corps italien soutenu par les quatre Panzer survivants doit garder la passe de Halfaya et la 90e division légère continue à mener des combats de retardement à l'arrière des troupes germano-italiennes. À son arrivée à Solloum, Rommel ne compte plus que sur 2 000 soldats allemands, à peine plus d'Italiens, 15 canons antichars, même pas 50 canons de campagne. La réserve se compose de 3 500 soldats dont 500 Italiens. Les forces blindées se composent de onze panzers et dix chars italiens. Enfin, la réserve en artillerie se compose de 75 canons de tous types. Voilà ce qui reste de la glorieuse armée d'Afrique. Elle ne doit son salut qu'à la lenteur des Britanniques qui ne pourront surprendre les troupes de Rommel dans le passage de Halfaya. À l'aube du 9 novembre, l'ensemble des troupes est passé, la 90e division légère s'y engouffre et en débouche à midi. Les sapeurs du général Bülowius sont les derniers à passer et font sauter la route.
À la fin de la journée, les avant-gardes britanniques arrivent, elles appartiennent à la 4e brigade blindée, mais tombent sur une route impraticable et quelques mines qui détruisent des chars. Plusieurs jours sont nécessaires pour remettre la route en état. Mais Rommel doit déjà penser à battre en retraite en Tunisie, l'opération Torch a été mise en place, les Britanniques arrivent bientôt de l'ouest pour bloquer la route aux dernières troupes.

## Bilan
Au terme d'une longue bataille et malgré des pertes excédant les 500 chars, Montgomery a pu, grâce à ses réserves, percer le front de Rommel qui ne disposait pas de plus de 100 panzers. Le ravitaillement étant coupé par le « porte-avions » maltais, la logistique ne pourra suivre Rommel dans son ultime tentative de résistance.
En quelques mois, les Allemands sont écrasés à Stalingrad et repoussés d'Égypte. Comble du désastre pour les forces de l'Axe, les Américains et les Britanniques débarquent en Algérie et au Maroc le 8 novembre 1942.
Certaines colonies françaises rejoignent de Gaulle dans sa lutte contre l'Allemagne nazie. Quant à l'Italie mussolinienne agonisante, elle perd la Libye, sa dernière possession africaine, et doit s'attendre à ce que les Alliés traversent bientôt la Méditerranée.

### Filmographie
- La dure réalité des affrontements du désert, vue du côté de la division Folgore, est présentée dans le film italien El Alamein d'Enzo Monteleone, sorti en 2002.
- Les étapes clefs de cette guerre ont été retracées comme arrière-plan historique du film Alexandrie pourquoi ? (1979) du réalisateur égyptien Youssef Chahine (1926-2008).
- La Bataille d'El Alamein